# Přerov (klein district)
Správní obvod obce s rozšířenou působností Přerov (Nederlands: Administratief district van de gemeente met uitgebreide bevoegdheid Přerov, afgekort SO ORP Přerov) is een van de drie administratieve districten van gemeenten met uitgebreide bevoegdheid (správní obvody rozšířené působnosti obcí) in het Tsjechische district Přerov in de regio Olomouc. Het administratief district is in 2003 opgericht en binnen het district vallen 59 gemeenten. De steden Přerov en Kojetín zijn de gemeenten met bevoegd gemeentebestuur (obce s pověřeným obecním úřadem).

## Lijst van gemeente
De obce (gemeenten) in de SO ORP Přerov. De vetgedrukte plaatsen hebben stadsrechten. De cursieve plaatsen zijn steden zonder stadsrechten (zie: vlek).
Beňov - Bezuchov - Bochoř - Brodek u Přerova - Buk - Císařov - Citov - Čechy - Čelechovice - Dobrčice - Domaželice - Dřevohostice - Grymov - Horní Moštěnice - Hradčany - Kojetín - Kokory - Křenovice - Křtomil - Lazníčky - Lazníky - Lhotka - Lipová - Líšná - Lobodice - Měrovice nad Hanou - Nahošovice - Nelešovice - Oldřichov - Oplocany - Oprostovice - Pavlovice u Přerova - Podolí - Polkovice - Prosenice - Přerov - Přestavlky - Radkova Lhota - Radkovy - Radslavice - Radvanice - Rokytnice - Říkovice - Sobíšky - Stará Ves - Stříbrnice - Sušice - Šišma - Tovačov - Troubky - Tučín - Turovice - Uhřičice - Věžky - Vlkoš - Výkleky - Zábeštní Lhota - Žákovice - Želatovice